# Mangelia branneri
Mangelia branneri är en snäckart som beskrevs av Arnold 1903. Mangelia branneri ingår i släktet Mangelia och familjen kägelsnäckor. Inga underarter finns listade i Catalogue of Life.